# Guda
Guda, 1100-talet, var en tysk bokmålare. 
Hon nämns som den kanske första kvinnlig konstnär i Europa som skapat ett eget signerat självporträtt. 